# Egmont (drama)
Egmont är ett sorgespel av Johann Wolfgang von Goethe, baserat på den verkliga personen Lamoraal Egmont.
Goethe påbörjade Egmont 1775, hade en första version klar 1782 och en andra först 1787, under sin tid i Italien. Verket gavs ut 1788 och uruppfördes 9 januari 1789 i Mainz. En första svensk översättning gavs ut 1826.
Verket lämpar sig för teatermusik, och särskilt utnyttjat har Ludwig van Beethoven komposition från 1810 (Opus 84) blivit.
Bland Goethes verk bildar Egmont en övergång från hans ungdomsdramer till de senare.

### Fotnoter
1. ↑  Goethe sp. 1412 i Nordisk familjebok (andra upplagan, 1908)
2. 1 2  Goethe sp. 1413 i Nordisk familjebok (andra upplagan, 1908)